# Mirobaeoides manjimupensis
Mirobaeoides manjimupensis är en stekelart som beskrevs av Austin 1995. Mirobaeoides manjimupensis ingår i släktet Mirobaeoides och familjen Scelionidae. Inga underarter finns listade i Catalogue of Life.